# Perdita barri
Perdita barri är en biart som beskrevs av Timberlake 1964. Perdita barri ingår i släktet Perdita och familjen grävbin. Inga underarter finns listade i Catalogue of Life.